# Gromee
Andrzej Gromala, ou simplement Gromee, né le 14 décembre 1978, est un DJ et réalisateur artistique polonais. En 2016, il a signé un contrat d'enregistrement avec Sony Music. 
Il a gagné la sélection nationale polonaise et ainsi représenté la Pologne au Concours Eurovision de la chanson 2018 à Lisbonne, au Portugal avec sa chanson Light Me Up aux côtés de Lukas Meijer. 